# Стоян Микола Олександрович
Стоя́н Мико́ла Олекса́ндрович (18 лютого 1919, Панчеве — 9 травня 2005, Новомиргород Кіровоградської області) — краєзнавець, письменник, учитель села Панчеве Новомиргородського району. Член Спілки письменників України, прозаїк, автор історії села Панчеве, автор оповідань, нарисів, гуморесок.

## Біографія
Микола Олександрович Стоян народився 18 лютого 1919 року в селі Панчеве в простій селянській сім'ї. Навчався в Панчівській та Канізькій школах. Після отримання атестату зрілостіу 1937 році вступив на філологічний факультет Київського національного університету імені Т. Г. Шевченка.
В 1942 році разом з іншими юнаками та дівчатами був вивезений до Німеччини (Берлін–Феркензейн), став остарбайтером № 761 (робоча сила). До села повернувся лише у 1945 році. Але вже не один. Там, у далекій неволі, зустрів своє кохання — молоду українку з Харкова — Олександру, з якою і прожили в мирі й злагоді майже 50 років, виростили двох синів — Григорія та Володимира.

## Трудова нива

### Сільська школа
Повернувшись у рідне село, почав працювати в школі, навчаючи учнів молодших класів. З 1946 року продовжив навчання в університеті і в 1947 році, отримавши диплом вчителя української мови та літератури, повертається на батьківщину, до родинного гнізда Стоянів.
З 1947 року по 1985 працював на освітянській ниві в Канізькій та Панчівській школах Новомиргородського району вчителем-філологом, певний час був завучем школи.

### Фах журналіста
Крім роботи в школі, його завжди приваблював фах журналіста. Працював позаштатним кореспондентом обласних газет «Кіровоградська правда» та «Молодий комунар», районної газети «Червона зірка»(нині «Новомиргородщина»), був постійним дописувачем республіканських газет і часописів. Часто підписував свої нариси псевдонімами: Г.Володимирович, М.Олександрович, В.Григорович, Д.Чок, Миколка Стоян та інші. Але його неповторний стиль і творчий почерк упізнавався під будь-яким іншим ім'ям .
Протягом десятиліть був членом районного літоб'єднання «Вись» та обласного — «Степ».

### Учні-послідовники
Всі, кому пощастило бути учнями Миколи Олександровича, навіки закохані в красу рідного слова. Багато хто стали теж педагогами, наслідуючи та творчо розвиваючи його стиль викладання мови та літератури. А дехто, досягаючи висот в інших професіях, як і улюблений Вчитель, паралельно з обраним фахом ставали позаштатними кореспондентами, журналістами, писали і видавали свої літературні праці, неодмінно наголошуючи, що любов до творчості розвинув у їхніх душах саме Микола Олександрович на своїх уроках та своїм прикладом. Але найбільшою його нагородою шкільної праці є те, що йому вдавалося в кожній дитині розпізнавати творчу особистість, запалювати в дитячих серцях безмежну любов до літератури і мови. «Я ще і ще раз за мудрість Шевченка: „І чужому научайтесь, і свого не цурайтесь…“ Тому — за знання рідної мови, тому й мітлою вимітав би слова-покручі. Як малу дитину треба берегти рідну мову. Не вбережемо її — не буде й України…» — це не просто витяг з його виступу в театрі М.Кропивницького на перших зборах української інтелігенції — це його життєва позиція. За спогадами журналіста В. Погрібного, того дня Микола Олександрович отримав найгучніші оплески слухачів.

### Драматичний гурток
На початку 50-х років організував та очолив у школі драматичний гурток. Конкурси чи попередні відбірні проби «акторів» на ролі не проводилися, бо «режисер-постановник» (за сумісництвом — завпед!) знав усіх виконавців, як облуплених, за поведінкою та відповідями на уроках. Протягом двох років «режисер» поставив 5 чи 6 різних п'єс, першою з яких була «Загибель ескадри» Олександра Корнійчука. Вистава багато разів повторювалася навіть на «гастролях» у сусідніх селах. Микола Олександрович виконував роль Гайдая. Бабахкання гармат під час затоплення кораблів імітували холостими пострілами рушниці за сценою. Панчівський будинок культури, який мав понад 500 сидячих місць, завжди був заповнений на шкільних виставах. На зароблені «на гастролях» гроші школа придбала більярд, право грати на ньому мали всі учні, а не тільки-«заробітчани-аматори».

## Книги
У 1958 році у видавництві «Дитвидав» вийшла його книжка-картинка оповідань, написаних на основі місцевого матеріалу — «Мої маленькі друзі», три екземпляри якої (із 115000-го тиражу) знаходяться в Панчівській школі. Ця книжечка є предметом вивчення на уроках української літератури при ознайомленні з творчістю письменників-земляків. Зміст книжки складають п'ять оповідань: «Яблуко», «Заплутане діло», «Мої маленькі друзі», «Два листи», «Шовковиця».
Коли б разом зібрати усі його публікації, було б багато товстелезних томів…Автор оповідань, нарисів, гуморесок. Його мудрість начисто позбавлена усякої кон'юнктури — вона природна, як сама земля. Все своє життя він нагадував людям про багатство і неминучість вікових традицій.
Неоціненними є його краєзнавчі доробки. Завдяки їм, сьогодні учителі та учні Панчівської школи мають надзвичайно важливі матеріали з історії села Панчеве, спогади про голодомор 33-го року у селі (до речі, написані ще у 80-і роки), історія заснування школи в Панчевому, відомості про Канізьке повстання 1918 року, путівник «Панчеве. Колгосп імені Куйбишева. 250-річчю присвячується» та багато інших матеріалів. М. О. Стоян був і серед дописувачів одного з томів «Історії міст і сіл УРСР», присвяченого Кіровоградській області.

## Нагороди
- За активну роботу громадським кореспондентом, вивчення та дослідження краєзнавчих матеріалів, за підготовку нарисів про людей села, кореспонденцій про трудові будні хліборобів і тваринників 5 травня 1978 р., 4 травня 1989 р. та 26 червня 1990 р.нагороджений Почесними грамотами редакції газети «Червона зірка».
- За освітянську діяльність 10 листопада 1977 року також нагороджений Грамотою Міністерства освіти СРСР.

## Музей Панчівської школи
В музеї Панчівської школи поряд з речами і рукописами М. О. Стояна зберігаються літературні видання його випускників: поетична збірка «Покинута криниця» відомого в Києві лікаря-онколога Євгена Поліщука, поезії та нариси професора кафедри агрономії Кіровоградського технічного університету Валентина Маткевича, розкішні прозові видання заслуженого журналіста Росії та Хакасії Олеся Грека, автобіографічна книга Володимира Боська"Голуби та скрипка", один із розділів якої присвячений Миколі Олександровичу, та проби пера інших учнів. На жаль, більшість з них, як і улюблений педагог, вже пішли у Вічність…

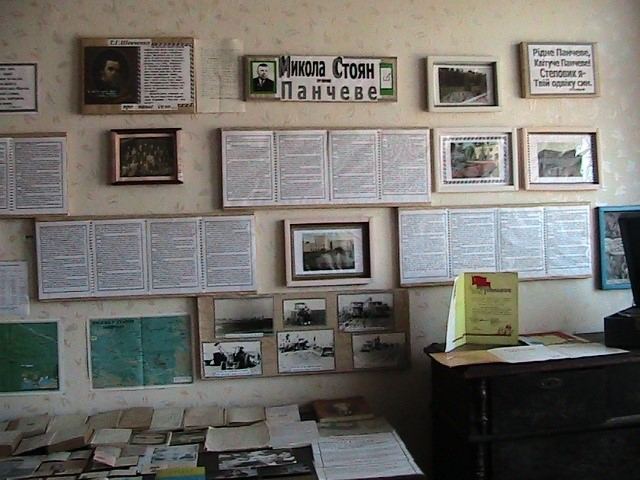
Фото з музею
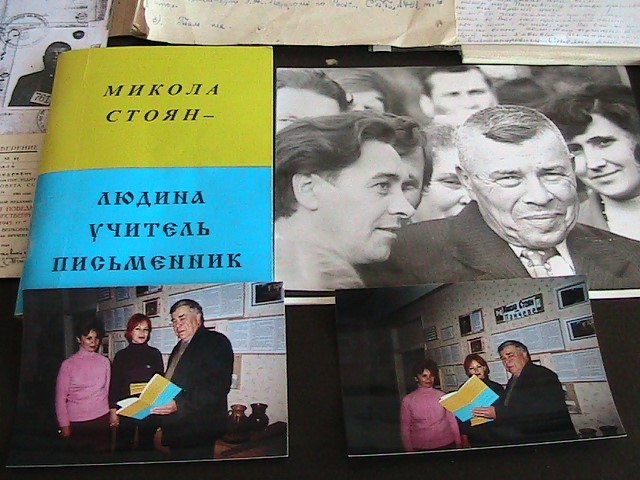
Фото з музею
Меморіальна дошка

## Дружба з відомими письменниками
Ще в далекому 1937 році звела його доля з тоді ще звичайними друзями-однокурсниками, а в майбутньому — відомими не тільки в Україні: поліглотом-перекладачем Миколою Лукашем, поетесою Євою Нарубіною(мати відомого сучасного українського письменника Богдана Жолдака), згодом познайомився з Олесем Гончарем, Андрієм Малишком та іншими відомими українськими поетами та письменниками. Все своє життя підтримували вони дружні і творчі зв'язки. Їхні книги з теплими дарчими надписами Миколі Олександровичу нині зберігаються в музейній кімнаті Панчівської школи. Роман «Циклон» 1970 року видання Олесь  Гончар подарував другові особисто, написавши щирі побажання. Микола Олександрович настільки піднесено викладав літературу, що «Прапороносців» знали ледве не напам'ять усі учні, навіть ті, які книжки розгортали вряди-годи.
Спогади Єви Нарубіної про свої гостини у щедрого Миколи та есе Євгена Поліщука, повні захоплення і гордості про надзвичайного педагога і просто гарну людину, увійшли в книгу «Микола Олександрович Стоян. Людина, Учитель, Письменник, — Яскравий слід у людській пам'яті», що вийшла друком у Києві 2005 року. На жаль, головний герой спогадів з книги її уже не побачив…
Кіровоградський журналіст Віктор Погрібний в цій же книжці згадує, як у 80-і роки під час святкування на Кіровоградщині ювілею Юрія Яновського, Олесь Терентійович Гончар переймався творчою долею друга Миколи: «А Микола Стоян — член Спілки?… Ми ж одночасно з ним почали після війни друкуватися в „Молоді України“…» Та Микола Олександрович бачив своє призначення не в регаліях та званнях. « А письменницька школа Миколи Олександровича — писав В.Погрібний — полягала в тому, що він сповідував значимість на землі простої людини. Це Божа заповідь. Бо все письменство шукає героїв особливих — царів, ковбоїв, зірок, графинь… Значимих неординарних, шокуючих вчинків і карколомних поворотів долі, щоб захопити цим читача. Микола Олександрович дивився на це так, як би нам дивитися усім. Від цього світ подобрішав би — ось живе людина, ось добра в неї натура, робить вона добро: любить дітей і квіти, свіжозорану ріллю і пшеничне море і творить сама це все і не любить брехню і ліньки, не любить задавак і шахраїв…такі люди достойні того, щоб ними населяти свої твори…Він письменник. Хоч формально не занесений до списку…»

## Хобі
Навіть перебуваючи на заслуженому відпочинку, відвідував школу, читав надзвичайно змістовні і цікаві лекції з краєзнавства про звичаї і традиції панчівців — «Весілля», «Заручини», «Обряди хрещення дитини», «Побут української хати», давав поради щодо створення музейних кімнат історії села та куточків народознавства у Панчівській та Канізькій школах. Про все, що оповідав, знав не тільки з книг, а черпав по крупинках інформацію, спілкуючись із старожилами сіл Шпакового, Канежа, Веселівки, Панчеве, Мартоноші та інших, занотовував усе почуте. Дуже любив мандрувати берегами Висі, будучи завзятим рибалкою і мисливцем, обирався громадським єгерем, мав посвідчення громадського мисливського інспектора по Новомиргородському районі Кіровоградської області.
«Так любити землю і все живе на ній навряд чи вже хто буде. Кожен вибалок він знав, кожну заплаву і кожну рогозину…боліли вони йому ці висівські береги», -говорив про нього В.Погрібний.
Помер М. О. Стоян 9 травня 2005 року, похований на місцевому кладовищі.
| Рідна земля обняла свого сина… Тут народився, тут жив, спочиває… Сумно заплакала цвітом калина, Бо Стояна вже навіки немає… Вись зупинилася, Вись заніміла, Верби схилились, мовчать непорушно… Хмарка прощальна, душа його біла, Також спинилась, тремтить відчайдушно. (Є.Поліщук) |